# Partia Islamskie Stowarzyszenie Indonezji
Partia Islamskie Stowarzyszenie Indonezji (indonez. Partai Sarekat Islam Indonesia) – indonezyjska partia polityczna o profilu islamskim funkcjonująca w latach 1929–1973. 

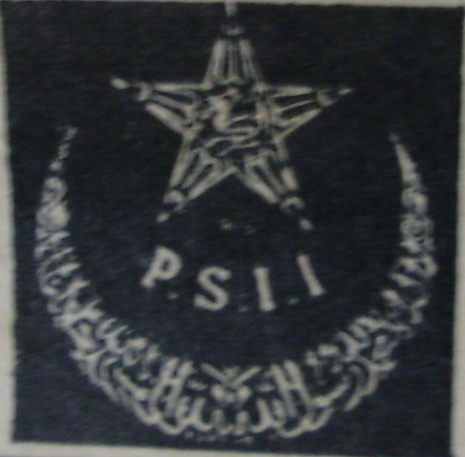
Logo ugrupowania na karcie do głosowania z 1955 roku

## Historia
W 1923 roku podczas konferencji Stowarzyszenia Islamskiego (Serekat Islam) Oemar Said Tjokroaminoto powołał do życia Partię Islamskie Stowarzyszenie (Partai Sarekat Islam – PSI). Zabieg ten miał na celu zmniejszenie wpływów niezwykle popularnej wówczas Komunistycznej Partii Indonezji w indonezyjskim ruchu niepodległociowym. W 1929 roku, ugrupowanie zmieniło nazwę na Partia Islamskie Stowarzyszenie Indonezji. PSII łączyła idee nacjonalistyczne i religijne, sprzeciwiając się świeckiemu charakterowi państwa po uzyskaniu niepodległości. Mimo to, ugrupowanie wspierało Sukarno i jego Indonezyjską Partię Narodową. 
Podczas okupacji japońskiej zdelegalizowano większość funkcjonujących partii politycznych. Rok później w celu wprowadzenia kontroli nad wszelkimi ruchami politycznymi, władze japońskie utworzyły organizację Masyumi, skupiającej lojalnych wobec władz japońskich muzułmanów. W 1947 roku, pro-niepodległościowe skrzydło odłączyło się od Masyumi, zakładając ponownie organizację pod nazwą Partai Sarekat Islam Indonesia, odwołującej się do dorobku swojej politycznej poprzedniczki.

## Po uzyskaniu niepodległości
Wraz z uzyskaniem niepodległości przez Indonezję, cześć członków ugrupowania znalazła się w pierwszym rządzie Sukarno. W wyborach parlamentarnych w 1955 roku, PSII uzyskała 2,9% głosów, zdobywając tym samym 8 miejsc w Ludowej Izbie Reprezentantów. 
Po objęciu dyktatorskiej władzy przez Suharto, ugrupowanie wzięło udział w fasadowych wyborach parlamentanych w 1971 roku w których uzyskało 10 miejsc. Niecałe dwa lata później, PSII została wchłonięta przez satelickie w stosunku do Golkar, ugrupowanie skupiające islamskie ruchy polityczne – Zjednoczoną Partię na rzecz Rozwoju.